# New Flame (Schiff)
Die New Flame war ein panamaischer Massengutfrachter, der am 12. August 2007 in der Straße von Gibraltar mit dem unter der Flagge der Marshallinseln fahrenden Tanker Torm Gertrud zusammenstieß und später sank. Die Havarie wird in Fachpublikationen als Beispiel in Bezug auf die Kollisionsverhütungsregeln angeführt.

## Geschichte
Das Handymax-Massengutschiff mit achtern angeordnetem Deckshaus und vier Kränen wurde 1994 als Baunummer 1073 bei Daewoo Shipbuilding & Marine Engineering in Okpo als Skaustrand für die norwegische Reederei Skaugen gebaut. 1995 veräußerte Skaugen das Schiff für rund 26 Millionen US-Dollar an das indische Unternehmen Century Textiles & Industries, die das Schiff in Aditya Gautam umbenannte und von Century Shipping bereedern ließ. Zehn Jahre darauf, im Oktober 2005, erwarb Gladiator Navigation aus Piräus das Schiff, das daraufhin seinen letzten Namen New Flame erhielt.

### Havarie vor Europa Point
Im August 2007 befand sich die New Flame auf einer Reise mit einer Ladung Schrott von Newark nach İskenderun. Nach einem Bunkerstopp verließ das Schiff am Morgen des 12. August den Hafen Algeciras und setzte seine Reise zum Zielhafen fort. Es herrschte verhältnismäßig gutes Wetter mit westlichem Wind der Stärke 4 bis 5 und guter Sicht. Die New Flame fuhr zunächst einen südlichen Kurs und steigerte währenddessen die Geschwindigkeit, um nach dem Passieren des querenden Verkehrs auf Ostkurs zu gehen. Der 2002 gebaute Produktentanker Torm Gertrud war auf einer Reise mit 37.000 Tonnen Benzin von Augusta in Italien nach Port Everglades. Die Torm Gertrud sollte vor Algeciras ein Besatzungsmitglied an Land geben und danach seine Reise Richtung Westen fortsetzen. Beide Schiffe waren mit zeitgemäßen Navigationseinrichtungen wie zum Beispiel ARPA-Radar, AIS und GPS, die Torm Gertrud zudem noch mit ECDIS, ausgerüstet. Beide Brücken waren jeweils mit dem Kapitän und einem Wachoffizier besetzt und beide Schiffsführungen sahen jeweils den späteren Kollisionsgegner und kannten den Namen des anderen Schiffs. Nach den Kollisionsverhütungsregeln war die New Flame zu Beginn der Begegnungssituation der Kurshalter und die Torm Gertrud ausweichpflichtig. Um 5:40 Uhr verließ der Kapitän der Torm Gertrud die Brücke, um etwas Büroarbeit zu erledigen. Auf der New Flame nahm man an, die Torm Gertrud würde ihren Kurs deutlich nach Steuerbord ändern und die Bucht von Algeciras ansteuern. Als man auf der New Flame bemerkte, dass das nicht der Fall war, änderte deren Kapitän den Kurs nach Backbord. Auf dem ARPA-Radar der Torm Gertrud wechselte die Zielmarkierung der New Flame um 5:42 Uhr auf ein in der Nähe passierendes Radarziel. Der Wachoffizier auf der Brücke der Torm Gertrud änderte den Kurs um 5:45 Uhr geringfügig von 263° auf 272° und danach von 275° nach 284° nach Steuerbord und ging aufgrund der Angabe seines ARPA-Gerätes davon aus, dass die New Flame mit einem CPA von drei Kabeln vor dem eigenen Schiff passieren würde. Er nahm im Weiteren an, dass die New Flame seinen Bug gekreuzt hatte und wandte sich bereits der Beobachtung anderer Schiffe zu. Eine Minute bevor beide Schiffe miteinander kollidierten, sprach die New Flame die Torm Gertrud auf UKW an und teilte ihr mit, dass sie nach Backbord drehe. Die Torm Gertrud legte ihr Ruder hart nach Steuerbord und der Bug des Tankers traf die New Flame schließlich um 5:49 Uhr etwa eine Seemeile südsüdwestlich von Europa Point fast rechtwinklig auf deren Steuerbordseite. Auf der New Flame wurden die Laderäume Nr. 1 und Nr. 2 und die Doppelboden-Tanks Nr. 1 und Nr. 2 getroffen, die jeweils vollliefen. Die Torm Gertrud erlitt Schäden in der Vorpiek und dem Ballasttank Nr. 1S, es trat aber keine Ladung aus. Das Schiff konnte aus eigener Kraft zur Reparatur nach Algeciras zurückkehren.

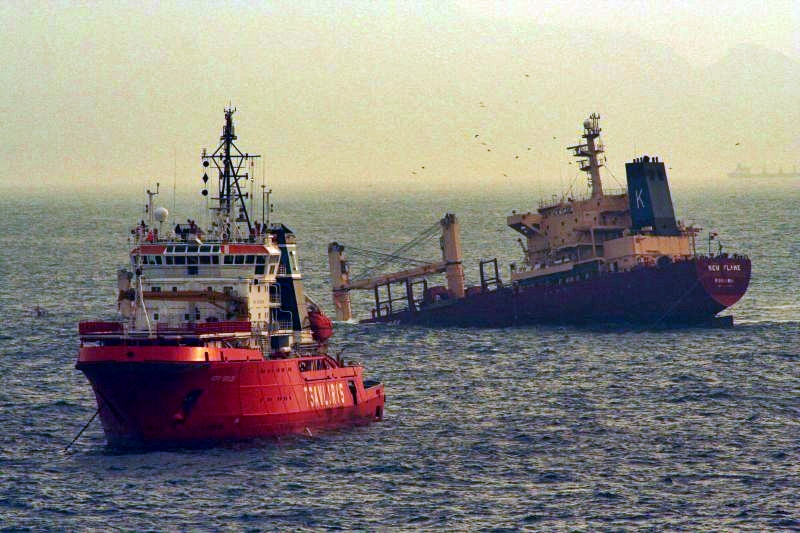
Die Fotiy Krylov bei der New Flame

Das mit dem Vorschiff auf Grund liegende Wrack der New Flame sollte zunächst unter Anwendung von Lloyd’s Open Form von der Schlepp- und Bergungsreederei Tsavliris beseitigt werden. Die Bergungsschlepper Fotiy Krylov und Megas Alexandros löschten mit weiteren Fahrzeugen über 1000 Kubikmeter verschiedener Öle und andere Gefahrstoffe, wobei auch von der EMSA hinzugezogene Fahrzeuge mitarbeiteten. In den folgenden Monaten sollte Tsavliris das noch schwimmfähige Achterschiff abtrennen, was aufgrund der vorhandenen Schäden und des schlechten Wetters misslang. Der P&I-Versicherer schrieb die Bergung daraufhin erneut aus. Im Dezember 2007 wurde das Bergungsunternehmen Titan Salvage mit der Beseitigung des Wracks, das im Verlauf der Bergung auseinanderbrach, beauftragt. Mit dem Bergungsschlepper Mistral und weiteren kleineren Schleppern, dem Schwimmkran Rambiz, einer Reihe von seegehenden Bargen und anderen Fahrzeugen barg Titan vom Dezember 2007 bis zum Abschluss des Auftrags im September 2009 insgesamt 50.900 Tonnen an Schrottladung, Wrackresten und anderen Bestandteilen. Teile des gehobenen Wracks wurden in Gent verschrottet.
Der spanische Abgeordnete Willy Meyer Pleite stellte am 25. Januar 2008 eine parlamentarische Anfrage über die möglichen Umweltschäden bei der Bergung der New Flame an das Europäische Parlament.
Der offizielle Untersuchungsbericht aus Gibraltar stellte fest, dass beide Schiffsführungen die Kollisionsverhütungsregeln missachtet hatten.